# Parafia Ducha Świętego i Najświętszego Serca Pana Jezusa w Gostyniu
Parafia Ducha Świętego i Najświętszego Serca Pana Jezusa w Gostyniu – jedna z czterech rzymskokatolickich parafii w mieście Gostyń, należy do dekanatu gostyńskiego. Erygowana w 1973. 22 czerwca 2014 roku abp Stanisław Gądecki dokonał aktu konsekracji kościoła parafialnego.
Kościół parafialny zbudowany w latach 1907–1909 w formie neorenesansowej jako świątynia protestancka. Mieści się przy ulicy Wrocławskiej.